# Bekasi (stad)
Bekasi is een stad in de de provincie West-Java op het eiland Java in Indonesië. De stad ligt tussen Jakarta en het regentschap Bekasi. De stad en het regentschap zijn afzonderlijke, bestuurlijke districten.
Bij de volkstelling van 2020 telde de stad Bekasi 2.543.676 inwoners., welke het de op drie na grootste stad van Indonesië maakt. De stad is onderdeel van Jabodetabek, het grootstedelijke gebied van Jakarta, met 29,5 miljoen inwoners de 5e agglomeratie van de wereld.

## Bestuurlijke indeling
Bekasi is verdeeld in 12 onderdistricten: West-Bekasi, Oost-Bekasi, Zuid-Bekasi, Noord-Bekasi, Medan Satria, Rawalumbu, Bantar Gebang, Pondok Gede, Jatisampurna, Jatiasih, Pondok Melati en Mustika Jaya.

## Verkeer en vervoer
Bekasi telt meerdere treinstations, waarvan het grootste, Bekasi, ook een intercitystation is voor Ekonomi- en Bisnis-klasse treinen van Station Gambir en Jatinegara naar Cirebon, Surabaya en Yogyakarta gaan. De 2x4-snelweg tussen Jakarta en Cikampek heeft vier afslagen in Bekasi en zorgt voor een snelle verbinding naar Bandung. Ondanks deze snelweg is de verkeerschaos chronisch en wordt er constant aan de weg gewerkt. Er is een tweede snelweg gepland vanuit Jakarta welke noordelijker ligt, om de verkeerschaos te verminderen.

## Industrie
Naast de woonwijken zijn er zeer belangrijke industriegebieden in Bekasi. Deze zijn de Jababeka en MM 2100-gebieden. Deze bevatten veel grote bedrijven, zoals Honda, Converse en Samsung. Deze hebben er vooral productiefabrieken. Ongeveer 500.000 arbeiders wonen in Cikarang, de hoofdstad van regentschap Bekasi.